# Helòfit
Un helòfit (Helophyta) és aquell tipus de planta que arrela sota l'aigua, o en gran part sota l'aigua, però que té les tiges, les flors i les fulles aèries (mentre que les « amfifítes » tenen els dos tipus de condicions; les arrels immergides o no (Fare et al., 2001).
És una de les formes vitals de Raunkjaer.
Aquestes plantes prosperen en les zones humides.
Etimològicament prové del grec: helos (aiguamoll) i phytos, (planta)

## Exemples
L'exemple més comú en la zona temperada és el canyís Phragmites australis. Altres exemples són: Equisetum fluviatile, Glyceria maxima, Hippuris vulgaris, Sagittaria, Carex, Schoenoplectus, Sparganium, Acorus, Iris pseudacorus (Iris pseudacorus) i Typha.

## Ecologia
El la zona freda i la temperada el desenvolupament d'aquestes plantes és molt marcadament estacional.
Passen l'hivern com a rizoma ric en reserves d'energia i així són capaces de créixer ràpidament a la primavera i estiu.
Aquestes plantes juguen un important paper en els ecotons dels curos lents d'aigua i en masses d'aigua pantanoses i depuren l'ambient que elles colonitzen (producció d'oxigen,descolmaten i aireen els sediments, participen en el cicle de nutrients, retenen i estabilitzen la matèria orgànica, etc.) També disminueixen la tuerbolesa de l'aigua, beneficien el fitoplàncton i el zooplàncton.
Estn controlades per la variació del nivell de l'aigua.